# Гавриил (линейный корабль, 1839)
«Гавриил» — парусный линейный корабль Черноморского флота Российской империи, находившийся в составе флота с 1839 по 1854 год, представитель серии кораблей типа «Султан Махмуд». Во время несения службы по большей части участвовал в практических плаваниях и перевозке войск, а во время Крымской войны принимал участие в обороне Севастополя, где и был затоплен.

## Описание корабля

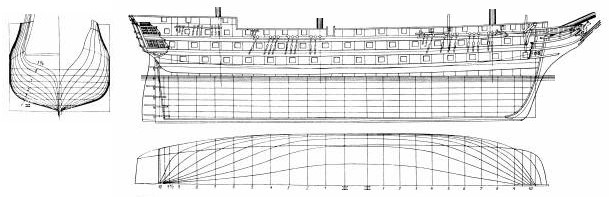
Теоретический чертёж линейного корабля «Силистрия» из фондов ЦГАВМФ

Один из восьми парусных 84-пушечных линейных кораблей типа «Султан Махмуд», строившихся в Николаеве с 1836 по 1845 год. Прототипом серии послужил корабль «Силистрия». Круглая корма этих кораблей повышала прочность корпуса, в его наборе использовались металлические детали, а пеньковые канаты были заменены якорь-цепями. Водоизмещение корабля составляло 3790 тонн, длина между перпендикулярами — 59,7 метра, длина по гондеку — 60,2 метра, ширина 16,2—16,3 метра, глубина интрюма — 8,1 метра, а осадка — 7,2 метра. Вооружение корабля по сведениям из различных источников составляли от 84 до 88 орудий, из них шестьдесят четыре 36-фунтовых и двадцать 24-фунтовых пушек, а также 4 единорога. Экипаж корабля состоял из 750 человек.
Корабль назван в честь одного из восьми христианских архангелов Гавриила и был последним из четырёх парусных линейных кораблей российского флота, названных именем этого архангела. До этого одноимённые корабли строились в 1713, 1749 и 1802 годах, все ранее построенные корабли несли службу в составе Балтийского флота, также в составе флота несли службу два одноимённых парусных фрегата 1781 и 1787 годов постройки.

## История службы
Линейный корабль «Гавриил» был заложен 28 августа (9 сентября) 1838 года на стапеле Спасского адмиралтейства в Николаеве и после спуска на воду 19 ноября (1 декабря) 1839 года вошёл в состав Черноморского флота России. Строительство вёл кораблестроитель А. С. Акимов. В следующем 1840 году корабль перешёл из Николаева в Севастополь.

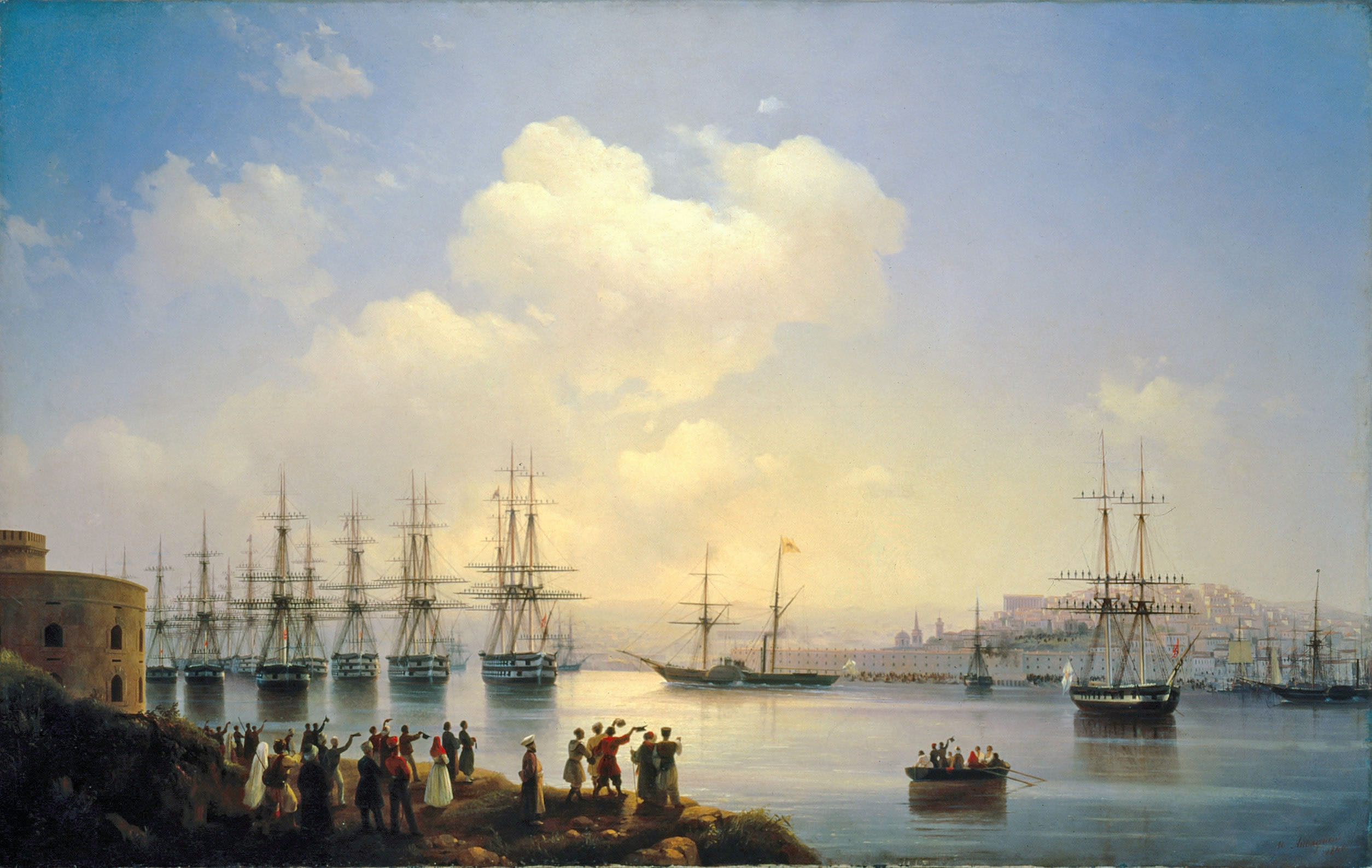
Русская эскадра на Севастопольском рейде. Айвазовский, 1846 год

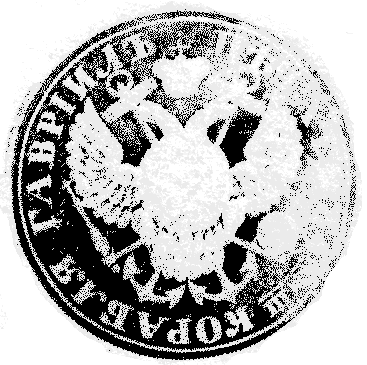
Оттиск печати линейного корабля «Гавриил»

В 1841 и 1842 годах в составе эскадр кораблей Черноморского флот выходил в практические плавания в Чёрное море у берегов Абхазии. В кампанию 1843 года помимо участия в практических плаваниях в июне находился в составе эскадры, перевозившей войска 13-й дивизии из Севастополя в Одессу, а в августе-сентябре того же года — обратно в Севастополь. В 1843, 1844 и 1845 годах вновь находился в практических плаваниях в том же море. В кампанию 1747 года не только участвовал в практических плаваниях, но и вновь принимал участие в переброске войск 13-й дивизии из Одессы в Севастополь. Кампании 1852 и 1853 годов корабль в очередной раз провёл в практических плаваниях, в том числе 16 (28) июля и 29 июля (10 августа) 1853 года принимал участие в учебных сражениях, а 12 (24) августа стоял на рейде в составе обороняющейся во время учебной атаки флота с моря на Севастопольский рейд. 
Принимал участие в Крымской войне. В декабре 1853 года находился на рейде в готовности, а 13 (25) сентября введён в док для капитального ремонта В кампанию следующего 1854 года был выведен из дока и в течение октября почти ежедневно обстреливал неприятельские батареи.
5 (17) ноября 1854 года корабль был затоплен у входа на Севастопольский рейд на месте затопления корабля «Силистрия», который был затоплен 11 (23) сентября, однако к моменту затопления «Гавриила» был разрушен штормом. После войны при расчистке Севастопольской бухты корпус корабля был взорван.

## Командиры корабля
Командирами линейного корабля «Гавриил» в разное время служили:
- капитан 2-го ранга А. Д. Кузнецов (1839—1840 годы)[8];
- капитан 1-го ранга Н. Ф. Метлин (1841—1849 годы)[9];
- капитан 2-го ранга, а с 23 августа (4 сентября) 1850 года капитан 1-го ранга Н. Ф. Юрковский (1850—1853 годы)[10];
- капитан 1-го ранга К. А. Леонтьев (с 10 (22) февраля 1854 года до 24 марта (5 апреля) 1854 года)[источник не указан 567 дней];
- капитан 2-го ранга А. П. Спицын (c 24 марта (5 апреля) 1854 года)[11];
- капитан-лейтенант Н. И. Викорст (1854 год)[12].